# 朝日杯フューチュリティステークス
朝日杯フューチュリティステークス（あさひはいフューチュリティステークス）は、日本中央競馬会（JRA）が阪神競馬場で施行する中央競馬の重賞競走（GI）である。
競走名の「フューチュリティ（Futurity）」は、英語で「未来」「将来」を意味する。
寄贈賞を提供する朝日新聞社は、大阪など全国4ヶ所に発行本社を置く新聞社。創業の礎大阪朝日新聞以来の伝統を持つ朝日新聞大阪本社が所管する。
正賞は朝日新聞社賞、日本馬主協会連合会会長賞。

## 概要
欧米では1786年のニューマーケット競馬場（イギリス）を皮切りに2歳馬の競走が行われていた が、日本では第二次世界大戦（太平洋戦争・大東亜戦争）終結後の1946年（昭和21年）秋の東京競馬場で初めて3歳（現2歳）馬による競走が行われた。
その後も各地の競馬場で3歳（現2歳）馬の競走が行われるようになり、1949年には関東地区の3歳（現2歳）馬チャンピオン決定戦として「朝日杯3歳ステークス（あさひはいさんさいステークス）」が中山競馬場で創設された。以来、2013年まで長らく中山競馬場で行われてきたが、2014年より施行場を阪神競馬場に変更した。競走名は2001年より馬齢表記を国際基準へ改めたことに伴い、現名称に変更された。
創設当初の施行距離は芝1100mで、1959年より芝1200mへの変更を経て、1962年以降は芝1600mで定着している。
競走条件は1991年に牡馬・牝馬のチャンピオン決定戦を明確にすることを目的として「牡馬・セン馬限定」となったが、2004年より「牡馬・牝馬限定」に変更され、以降はセン馬（去勢した牡馬）が出走できなくなった。外国産馬は1971年から、地方競馬所属馬は1995年から出走可能になったほか、2010年からは国際競走となって外国馬も出走可能になった。
翌年の3歳クラシックレースにも直結する重要なレースとして位置づけられているほか、過去の優勝馬からは古馬になっても大レースを優勝する馬が出るなど、さまざまなカテゴリーで活躍馬を送り出している。

### 競走条件
以下の内容は、2024年現在 のもの。
出走資格：サラ系2歳牡馬・牝馬（出走可能頭数：最大18頭）
- JRA所属馬
- 地方競馬所属馬（後述）
- 外国調教馬（優先出走）

負担重量：馬齢（牡馬56kg、牝馬55kg）
出馬投票を行った馬のうち、優先出走権を得ている馬から優先して割り当て、その他の馬は通算収得賞金が多い順に割り当てる。

#### 地方競馬所属馬の出走権
地方競馬所属馬は、同年に行われる下表の競走のいずれかで2着以内に入着すると、本競走の優先出走権が与えられる。
| 競走名                  | 格  | 競馬場     | 距離    |
| ----------------------- | --- | ---------- | ------- |
| 京王杯2歳ステークス     | GII | 東京競馬場 | 芝1400m |
| デイリー杯2歳ステークス | GII | 京都競馬場 | 芝1600m |

上記のほか、中央競馬で施行する芝の2歳重賞で1着となった地方競馬所属馬も出走申込ができ、この場合は他の中央競馬の登録馬と同じ方法で選出される。
2022年からは中央競馬で施行する芝の2歳重賞で1着となった地方競馬所属馬は優先出走権が得られる。

### 賞金
2024年の1着賞金は7000万円で、以下2着2800万円、3着1800万円、4着1100万円、5着700万円。

## 歴史
| 中村正行（1939年） |  | 「使い回し」で製作された優勝カップ |
| 中村正行（1939年） |  | 「使い回し」で製作された優勝カップ |

本競走創設の発起人となったのは、関東競馬振興会（現・東京馬主協会）の重鎮で初代中山馬主協会会長を務めた2代目中村勝五郎の息子、後に第3代中山馬主協会会長になる3代目勝五郎こと中村正行である。中村は当時騒擾事件が頻発していた競馬のイメージ改善を図るため、当時の朝日新聞東京本社編集局長で後に代表取締役専務になる信夫韓一郎に社賞の提供を持ちかけた。
当初は最高格競走である東京優駿（日本ダービー）への提供を企図していたが、国営競馬を主催、運営する農林省（現・農林水産省）畜産局競馬部が一社のみに許可を出すことを良しとしなかったため、代わりに3歳馬のチャンピオン決定戦という性格を持つ特別競走を新設することになった。実父が朝日新聞社企画部長を務めていた朝日新聞東京本社記者遠山彰によれば、当時は社内でも競馬を社会悪と見なす意見が多く、この件が諮られた部長会では激論が交わされたといい、遠山は「父は当然賛成に回ったが、反対派を説き伏せ、決断を下したのは、役員でもあった信夫だったろう」と推測している。「新聞社の名がつく競走ならば競馬の社会的信用も高められる」との考えから、競走名は「朝日盃三歳ステークス」とされた。
戦前から競馬を敵視しつづけた朝日新聞社が競馬を大衆娯楽・スポーツと認めたことは他の大手マスメディアを刺激し、1955年までに読売カップ（読売新聞社）、毎日王冠（毎日新聞社）、東京新聞杯（東京新聞社）、NHK杯（日本放送協会）、日本経済賞（日本経済新聞社）、産経賞オールカマー（産経新聞社）といった競走が次々と新設された。
なお、大東亜戦争終結より間もない物資不足の時代であったことから優勝カップは中村が戦前に獲得していた「アラブ大ハンデ」の優勝カップを彫金師の信田洋が仕立て直す形で製作された。このカップは各年度優勝馬主の持ち回りという形で提供されている。また、副賞には中村家の食客であった東山魁夷の12号大の絵がたびたび提供された。

### 年表
- 1949年 - 3歳馬限定の競走「朝日盃3歳ステークス」の名称で創設、中山競馬場の芝1100mで施行[4]。
- 1953年 - 騎手の谷岡敏行が落馬により死亡する事故が発生。
- 1959年 - 施行距離を芝1200mに変更[4]。
- 1962年 - 施行距離を芝1600mに変更。以後、この施行距離で定着[4]。
- 1970年 - 競走名を「朝日杯3歳ステークス」に変更。
- 1971年 - 混合競走に指定され、外国産馬が出走可能になる[4]。
- 1984年 - グレード制施行によりGI[注 1] に格付け[4]。
- 1991年 - 競走条件を「3歳牡馬・騸馬」に変更。
- 1995年 - 特別指定交流競走に指定され、地方競馬所属馬が出走可能になる[4]。
- 2001年
  - 馬齢表記を国際基準へ変更したのに伴い、競走条件を「2歳牡馬・騸馬」に変更[4]。
  - 名称を「朝日杯フューチュリティステークス」に変更[4]。
- 2004年 - 競走条件を「2歳牡馬・牝馬」に変更[4]。
- 2007年 - 日本のパートI国昇格に伴い、格付表記をJpnIに変更[4]。
- 2010年
  - 国際競走に指定され、外国調教馬が出走可能になる[4]。
  - 格付表記をGI（国際格付）に変更[4]。
- 2014年 - 施行場を阪神競馬場に変更[4]。
- 2024年 ｰ 阪神競馬場リフレッシュ工事に伴う開催日割の変更のため京都競馬場で施行[13]。

## 歴代優勝馬
距離はすべて芝コース。
優勝馬の馬齢は、2000年以前も現行表記に揃えている。
競走名は第1回から第52回が「朝日杯3歳ステークス」、第53回以降は「朝日杯フューチュリティステークス」。
| 回数   | 施行日         | 競馬場 | 距離  | 優勝馬             | 性齢 | タイム   | 優勝騎手       | 管理調教師 | 馬主                                 | 単勝オッズ | 単勝人気 | 1着本賞金 |
| ------ | -------------- | ------ | ----- | ------------------ | ---- | -------- | -------------- | ---------- | ------------------------------------ | ---------- | -------- | --------- |
| 第1回  | 1949年12月3日  | 中山   | 1100m | アヅマホマレ       | 牡2  | 1:07 3/5 | 八木沢勝美     | 尾形藤吉   | 岩崎新太郞                           |            | 1        | 25万円    |
| 第2回  | 1950年12月10日 | 中山   | 1100m | トキノミノル       | 牡2  | 1:06 3/5 | 岩下密政       | 田中和一郎 | 永田雅一                             | 1          |          | 25万円    |
| 第3回  | 1951年12月9日  | 中山   | 1100m | タカハタ           | 牝2  | 1:06 1/5 | 八木沢勝美     | 尾形藤吉   | 川内安忠                             | 1          | 50万円   |           |
| 第4回  | 1952年12月21日 | 中山   | 1100m | サンゲツ           | 牝2  | 1:07 0/5 | 古山良司       | 望月与一郎 | 新倉文郎                             | 4          | 50万円   |           |
| 第5回  | 1953年12月13日 | 中山   | 1100m | タカオー           | 牡2  | 1:07 4/5 | 高橋英夫       | 上村大治郎 | 高須銀次郎                           | 2          | 50万円   |           |
| 第6回  | 1954年12月12日 | 中山   | 1100m | メイヂヒカリ       | 牡2  | 1:07 3/5 | 蛯名武五郎     | 藤本冨良   | 新田新作                             | 1.8        | 1        | 60万円    |
| 第7回  | 1955年12月11日 | 中山   | 1100m | キタノオー         | 牡2  | 1:05 4/5 | 勝尾竹男       | 久保田金造 | 田中留治                             |            | 2        | 60万円    |
| 第8回  | 1956年12月23日 | 中山   | 1100m | キタノヒカリ       | 牝2  | 1:06 2/5 | 勝尾竹男       | 久保田金造 | 田中留治                             | 18.8       | 5        | 60万円    |
| 第9回  | 1957年12月15日 | 中山   | 1100m | カツラシユウホウ   | 牡2  | 1:09 0/5 | 蛯名武五郎     | 藤本冨良   | 牧市太郎                             | 8.2        | 4        | 60万円    |
| 第10回 | 1958年12月14日 | 中山   | 1100m | ウネビヒカリ       | 牡2  | 1:07 0/5 | 野平祐二       | 野平省三   | 山之内軍二                           | 1.5        | 1        | 70万円    |
| 第11回 | 1959年12月13日 | 中山   | 1200m | マツカゼオー       | 牡2  | 1:12.3   | 蛯名武五郎     | 藤本冨良   | 長山善武                             | 1.6        | 1        | 80万円    |
| 第12回 | 1960年12月11日 | 中山   | 1200m | ハクシヨウ         | 牡2  | 1:11.2   | 保田隆芳       | 尾形藤吉   | 西博                                 | 1.3        | 1        | 100万円   |
| 第13回 | 1961年12月17日 | 中山   | 1200m | カネツセーキ       | 牡2  | 1:10.9   | 伊藤竹男       | 久保田金造 | カネツ（株）                         | 1.5        | 1        | 120万円   |
| 第14回 | 1962年12月16日 | 中山   | 1600m | グレートヨルカ     | 牡2  | 1:38.7   | 保田隆芳       | 尾形藤吉   | 小野晃                               | 3.7        | 1        | 150万円   |
| 第15回 | 1963年12月15日 | 中山   | 1600m | ウメノチカラ       | 牡2  | 1:38.9   | 古賀一隆       | 古賀嘉蔵   | 梅野昇                               | 10.1       | 4        | 150万円   |
| 第16回 | 1964年12月20日 | 中山   | 1600m | リユウゲキ         | 牡2  | 1:38.8   | 油木宣夫       | 矢倉玉男   | 福井章哉                             | 6.4        | 3        | 200万円   |
| 第17回 | 1965年12月19日 | 中山   | 1600m | メジロボサツ       | 牝2  | 1:39.5   | 矢野一博       | 大久保末吉 | 北野俊雄                             | 5.1        | 1        | 350万円   |
| 第18回 | 1966年12月18日 | 中山   | 1600m | モンタサン         | 牡2  | 1:37.4   | 油木宣夫       | 矢野幸夫   | 古知政市                             |            | 4        | 400万円   |
| 第19回 | 1967年12月17日 | 中山   | 1600m | タケシバオー       | 牡2  | 1:38.4   | 中野渡清一     | 三井末太郎 | 小畑正雄                             | 3          | 500万円  |           |
| 第20回 | 1968年12月15日 | 中山   | 1600m | ミノル             | 牡2  | 1:40.8   | 保田隆芳       | 尾形藤吉   | 永田卓也                             | 3          | 700万円  |           |
| 第21回 | 1969年12月14日 | 中山   | 1600m | アローエクスプレス | 牡2  | 1:36.2   | 加賀武見       | 高松三太   | 伊達秀和                             | 1          | 900万円  |           |
| 第22回 | 1970年12月13日 | 中山   | 1600m | オンワードガイ     | 牡2  | 1:39.8   | 蓑田早人       | 森末之助   | （株）オンワード牧場                 | 5          | 1000万円 |           |
| 第23回 | 1971年12月12日 | 中山   | 1600m | トクザクラ         | 牝2  | 1:36.2   | 田村正光       | 梶与四松   | （有）徳間牧場                       | 14.7       | 4        | 1100万円  |
| 第24回 | 1972年12月10日 | 中山   | 1600m | レッドイーグル     | 牡2  | 1:38.3   | 岡部幸雄       | 鈴木清     | 千屋レッド牧場（株）                 |            | 8        | 1200万円  |
| 第25回 | 1973年12月9日  | 中山   | 1600m | ミホランザン       | 牡2  | 1:35.5   | 柴田政人       | 高松三太   | 堤勘時                               | 3          | 1300万円 |           |
| 第26回 | 1974年12月8日  | 中山   | 1600m | マツフジエース     | 牝2  | 1:37.1   | 増田久         | 山岡寿恵次 | （有）マツケン農場                   | 8          | 1500万円 |           |
| 第27回 | 1975年12月7日  | 中山   | 1600m | ボールドシンボリ   | 牡2  | 1:38.6   | 柴田政人       | 高松三太   | 和田共弘                             | 14.5       | 6        | 1700万円  |
| 第28回 | 1976年12月12日 | 中山   | 1600m | マルゼンスキー     | 牡2  | 1:34.4   | 中野渡清一     | 本郷重彦   | 橋本善吉                             | 1.7        | 1        | 1900万円  |
| 第29回 | 1977年12月11日 | 中山   | 1600m | ギャラントダンサー | 牡2  | 1:35.7   | 吉永正人       | 松山康久   | 吉田照哉                             |            | 1        | 2000万円  |
| 第30回 | 1978年12月10日 | 中山   | 1600m | ビンゴガルー       | 牡2  | 1:36.0   | 嶋田功         | 久保田彦之 | 水野剛                               | 9.2        | 6        | 2100万円  |
| 第31回 | 1979年12月9日  | 中山   | 1600m | リンドタイヨー     | 牡2  | 1:36.7   | 横山富雄       | 見上恒芳   | （株）デルマークラブ                 | 5.3        | 2        | 2100万円  |
| 第32回 | 1980年12月7日  | 中山   | 1600m | テンモン           | 牝2  | 1:35.5   | 嶋田功         | 稲葉幸夫   | 原八衛                               |            | 4        | 2300万円  |
| 第33回 | 1981年12月6日  | 中山   | 1600m | ホクトフラッグ     | 牡2  | 1:35.3   | 柴田政人       | 中野隆良   | 森滋                                 | 1          | 2500万円 |           |
| 第34回 | 1982年12月12日 | 中山   | 1600m | ニシノスキー       | 牡2  | 1:35.8   | 安田富男       | 元石孝昭   | 西島清                               | 7          | 2700万円 |           |
| 第35回 | 1983年12月11日 | 中山   | 1600m | ハーディービジョン | 牡2  | 1:36.3   | 的場均         | 柄崎義信   | 鈴木健司                             | 5.1        | 2        | 2900万円  |
| 第36回 | 1984年12月16日 | 中山   | 1600m | スクラムダイナ     | 牡2  | 1:35.0   | 柴田政人       | 矢野進     | （有）社台レースホース               | 9.0        | 4        | 3000万円  |
| 第37回 | 1985年12月15日 | 中山   | 1600m | ダイシンフブキ     | 牡2  | 1:35.4   | 菅原泰夫       | 柴田寛     | 高橋金次                             | 2.2        | 1        | 3000万円  |
| 第38回 | 1986年12月14日 | 中山   | 1600m | メリーナイス       | 牡2  | 1:35.6   | 根本康広       | 橋本輝雄   | 浦房子                               | 3.6        | 2        | 3100万円  |
| 第39回 | 1987年12月20日 | 中山   | 1600m | サクラチヨノオー   | 牡2  | 1:35.6   | 小島太         | 境勝太郎   | （株）さくらコマース                 | 1.9        | 1        | 3300万円  |
| 第40回 | 1988年12月18日 | 中山   | 1600m | サクラホクトオー   | 牡2  | 1:35.5   | 小島太         | 境勝太郎   | （株）さくらコマース                 | 1.3        | 1        | 3600万円  |
| 第41回 | 1989年12月17日 | 中山   | 1600m | アイネスフウジン   | 牡2  | 1:34.4   | 中野栄治       | 加藤修甫   | 小林正明                             | 11.5       | 5        | 4000万円  |
| 第42回 | 1990年12月9日  | 中山   | 1600m | リンドシェーバー   | 牡2  | 1:34.0   | 的場均         | 元石孝昭   | （株）デルマークラブ                 | 4.3        | 1        | 4200万円  |
| 第43回 | 1991年12月8日  | 中山   | 1600m | ミホノブルボン     | 牡2  | 1:34.5   | 小島貞博       | 戸山為夫   | （有）ミホノインターナショナル       | 1.5        | 1        | 4700万円  |
| 第44回 | 1992年12月13日 | 中山   | 1600m | エルウェーウィン   | 牡2  | 1:35.5   | 南井克巳       | 坪憲章     | 雑古隆夫                             | 12.2       | 3        | 5300万円  |
| 第45回 | 1993年12月12日 | 中山   | 1600m | ナリタブライアン   | 牡2  | 1:34.4   | 南井克巳       | 大久保正陽 | 山路秀則                             | 3.9        | 1        | 5300万円  |
| 第46回 | 1994年12月11日 | 中山   | 1600m | フジキセキ         | 牡2  | 1:34.7   | 角田晃一       | 渡辺栄     | 齊藤四方司                           | 1.5        | 1        | 5300万円  |
| 第47回 | 1995年12月10日 | 中山   | 1600m | バブルガムフェロー | 牡2  | 1:34.2   | 岡部幸雄       | 藤沢和雄   | （有）社台レースホース               | 2.6        | 1        | 5300万円  |
| 第48回 | 1996年12月8日  | 中山   | 1600m | マイネルマックス   | 牡2  | 1:36.3   | 佐藤哲三       | 中村均     | （株）サラブレッドクラブ・ラフィアン | 4.4        | 2        | 5300万円  |
| 第49回 | 1997年12月7日  | 中山   | 1600m | グラスワンダー     | 牡2  | 1:33.6   | 的場均         | 尾形充弘   | 半沢（有）                           | 1.3        | 1        | 5300万円  |
| 第50回 | 1998年12月13日 | 中山   | 1600m | アドマイヤコジーン | 牡2  | 1:35.3   | M.ロバーツ     | 橋田満     | 近藤利一                             | 3.3        | 1        | 5300万円  |
| 第51回 | 1999年12月12日 | 中山   | 1600m | エイシンプレストン | 牡2  | 1:34.7   | 福永祐一       | 北橋修二   | 平井豊光                             | 8.5        | 4        | 5300万円  |
| 第52回 | 2000年12月10日 | 中山   | 1600m | メジロベイリー     | 牡2  | 1:34.5   | 横山典弘       | 武邦彦     | （有）メジロ牧場                     | 40.5       | 10       | 5300万円  |
| 第53回 | 2001年12月9日  | 中山   | 1600m | アドマイヤドン     | 牡2  | 1:33.8   | 藤田伸二       | 松田博資   | 近藤利一                             | 2.1        | 1        | 6000万円  |
| 第54回 | 2002年12月8日  | 中山   | 1600m | エイシンチャンプ   | 牡2  | 1:33.5   | 福永祐一       | 瀬戸口勉   | 平井豊光                             | 21.3       | 8        | 6000万円  |
| 第55回 | 2003年12月14日 | 中山   | 1600m | コスモサンビーム   | 牡2  | 1:33.7   | D.バルジュー   | 佐々木晶三 | 岡田美佐子                           | 11.3       | 4        | 6000万円  |
| 第56回 | 2004年12月12日 | 中山   | 1600m | マイネルレコルト   | 牡2  | 1:33.4   | 後藤浩輝       | 堀井雅広   | （株）サラブレッドクラブ・ラフィアン | 5.3        | 2        | 6000万円  |
| 第57回 | 2005年12月11日 | 中山   | 1600m | フサイチリシャール | 牡2  | 1:33.7   | 福永祐一       | 松田国英   | 関口房朗                             | 3.2        | 2        | 6000万円  |
| 第58回 | 2006年12月10日 | 中山   | 1600m | ドリームジャーニー | 牡2  | 1:34.4   | 蛯名正義       | 池江泰寿   | （有）サンデーレーシング             | 6.7        | 2        | 6000万円  |
| 第59回 | 2007年12月9日  | 中山   | 1600m | ゴスホークケン     | 牡2  | 1:33.5   | 勝浦正樹       | 斎藤誠     | 藤田与志男                           | 6.2        | 3        | 6000万円  |
| 第60回 | 2008年12月21日 | 中山   | 1600m | セイウンワンダー   | 牡2  | 1:35.1   | 岩田康誠       | 領家政蔵   | 大谷高雄                             | 5.4        | 2        | 6300万円  |
| 第61回 | 2009年12月20日 | 中山   | 1600m | ローズキングダム   | 牡2  | 1:34.0   | 小牧太         | 橋口弘次郎 | （有）サンデーレーシング             | 2.3        | 1        | 7000万円  |
| 第62回 | 2010年12月19日 | 中山   | 1600m | グランプリボス     | 牡2  | 1:33.9   | M.デムーロ     | 矢作芳人   | （株）グランプリ                     | 14.6       | 5        | 7000万円  |
| 第63回 | 2011年12月18日 | 中山   | 1600m | アルフレード       | 牡2  | 1:33.4   | C.ウィリアムズ | 手塚貴久   | （有）キャロットファーム             | 3.1        | 1        | 7000万円  |
| 第64回 | 2012年12月16日 | 中山   | 1600m | ロゴタイプ         | 牡2  | 1:33.4   | M.デムーロ     | 田中剛     | 吉田照哉                             | 34.5       | 7        | 7000万円  |
| 第65回 | 2013年12月15日 | 中山   | 1600m | アジアエクスプレス | 牡2  | 1:34.7   | R.ムーア       | 手塚貴久   | 馬場幸夫                             | 8.7        | 4        | 7000万円  |
| 第66回 | 2014年12月21日 | 阪神   | 1600m | ダノンプラチナ     | 牡2  | 1:35.9   | 蛯名正義       | 国枝栄     | （株）ダノックス                     | 4.6        | 1        | 7000万円  |
| 第67回 | 2015年12月20日 | 阪神   | 1600m | リオンディーズ     | 牡2  | 1:34.4   | M.デムーロ     | 角居勝彦   | （有）キャロットファーム             | 5.9        | 2        | 7000万円  |
| 第68回 | 2016年12月18日 | 阪神   | 1600m | サトノアレス       | 牡2  | 1:35.4   | 四位洋文       | 藤沢和雄   | 里見治                               | 14.2       | 6        | 7000万円  |
| 第69回 | 2017年12月17日 | 阪神   | 1600m | ダノンプレミアム   | 牡2  | 1:33.3   | 川田将雅       | 中内田充正 | （株）ダノックス                     | 2.3        | 1        | 7000万円  |
| 第70回 | 2018年12月16日 | 阪神   | 1600m | アドマイヤマーズ   | 牡2  | 1:33.9   | M.デムーロ     | 友道康夫   | 近藤利一                             | 4.6        | 2        | 7000万円  |
| 第71回 | 2019年12月15日 | 阪神   | 1600m | サリオス           | 牡2  | 1:33.0   | R.ムーア       | 堀宣行     | （有）シルクレーシング               | 2.0        | 1        | 7000万円  |
| 第72回 | 2020年12月20日 | 阪神   | 1600m | グレナディアガーズ | 牡2  | 1:32.3   | 川田将雅       | 中内田充正 | （有）サンデーレーシング             | 17.5       | 7        | 7000万円  |
| 第73回 | 2021年12月19日 | 阪神   | 1600m | ドウデュース       | 牡2  | 1:33.5   | 武豊           | 友道康夫   | （株）キーファーズ                   | 7.8        | 3        | 7000万円  |
| 第74回 | 2022年12月18日 | 阪神   | 1600m | ドルチェモア       | 牡2  | 1:33.9   | 坂井瑠星       | 須貝尚介   | （株）スリーエイチレーシング         | 3.1        | 1        | 7000万円  |
| 第75回 | 2023年12月17日 | 阪神   | 1600m | ジャンタルマンタル | 牡2  | 1:33.8   | 川田将雅       | 高野友和   | （有）社台レースホース               | 2.7        | 1        | 7000万円  |
| 第76回 | 2024年12月15日 | 京都   | 1600m | アドマイヤズーム   | 牡2  | 1:34.1   | 川田将雅       | 友道康夫   | 近藤旬子                             | 9.1        | 5        | 7000万円  |

## 朝日杯フューチュリティステークスの記録
- レースレコード - 1:32.3（第72回優勝馬グレナディアガーズ）[16]
  - 優勝タイム最遅記録 - 1:40.8（第20回優勝馬ミノル）[注 2]
- 最多優勝騎手 - 4勝
  - 柴田政人（第25回・第27回・第33回・第36回）、ミルコ・デムーロ（第62回・第64回・第67回・第70回）、川田将雅（第69回・第72回・第75回・第76回）[注 3]
- 最多優勝調教師 - 5勝
  - 尾形藤吉（第1回・第3回・第12回・第14回・第20回）[注 4][注 5]
- 最多優勝馬主 - 3勝
  - （有）サンデーレーシング（第58回・第61回・第72回）
- 最多勝利種牡馬 - 3勝
  - トサミドリ（第7回・第8回・第11回）、ヒンドスタン（第12回・第15回・第20回）、サンデーサイレンス（第46回・第47回・第52回）、 ディープインパクト（第66回・第68回・第69回）[17]
- 最年長優勝騎手 - 武豊（第73回・52歳9ヶ月4日）
- 親子制覇
  - マルゼンスキー - ニシノスキー・サクラチヨノオー
  - グラスワンダー - セイウンワンダー

- 兄弟制覇
  - キタノオー・キタノヒカリ（バウアーヌソル産駒）
  - サクラチヨノオー・サクラホクトオー（サクラセダン産駒）

## フォトギャラリー

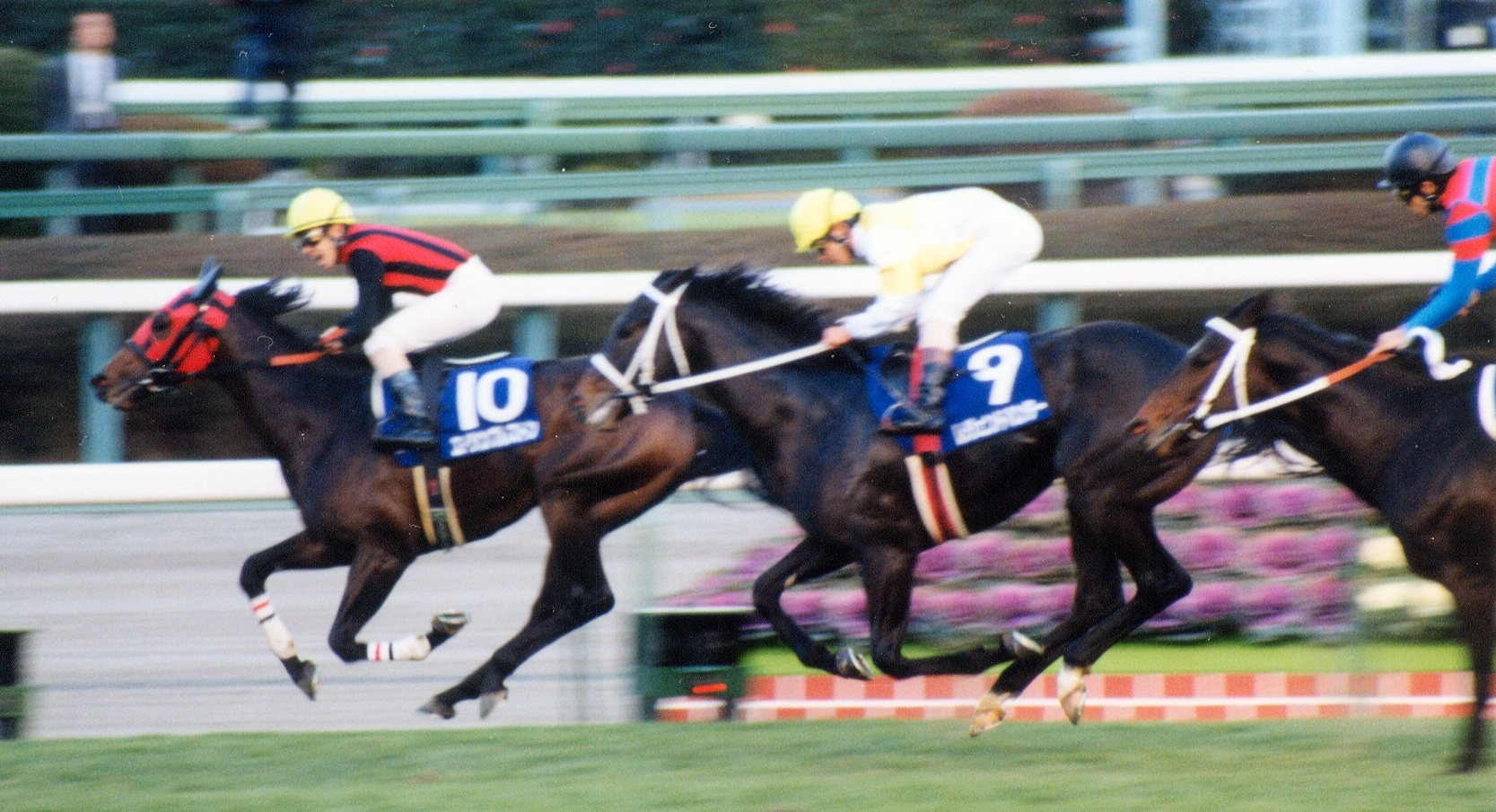
第51回優勝馬エイシンプレストン
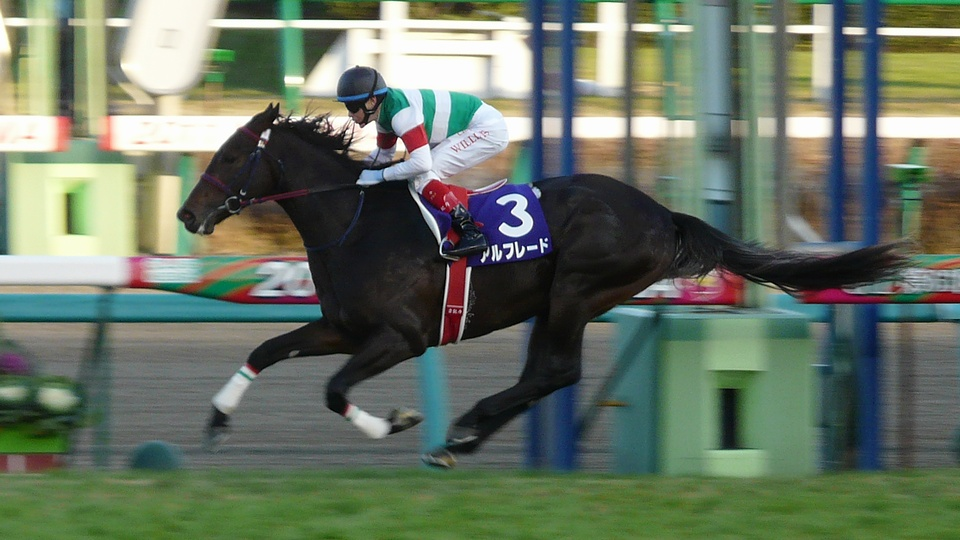
第63回優勝馬アルフレード
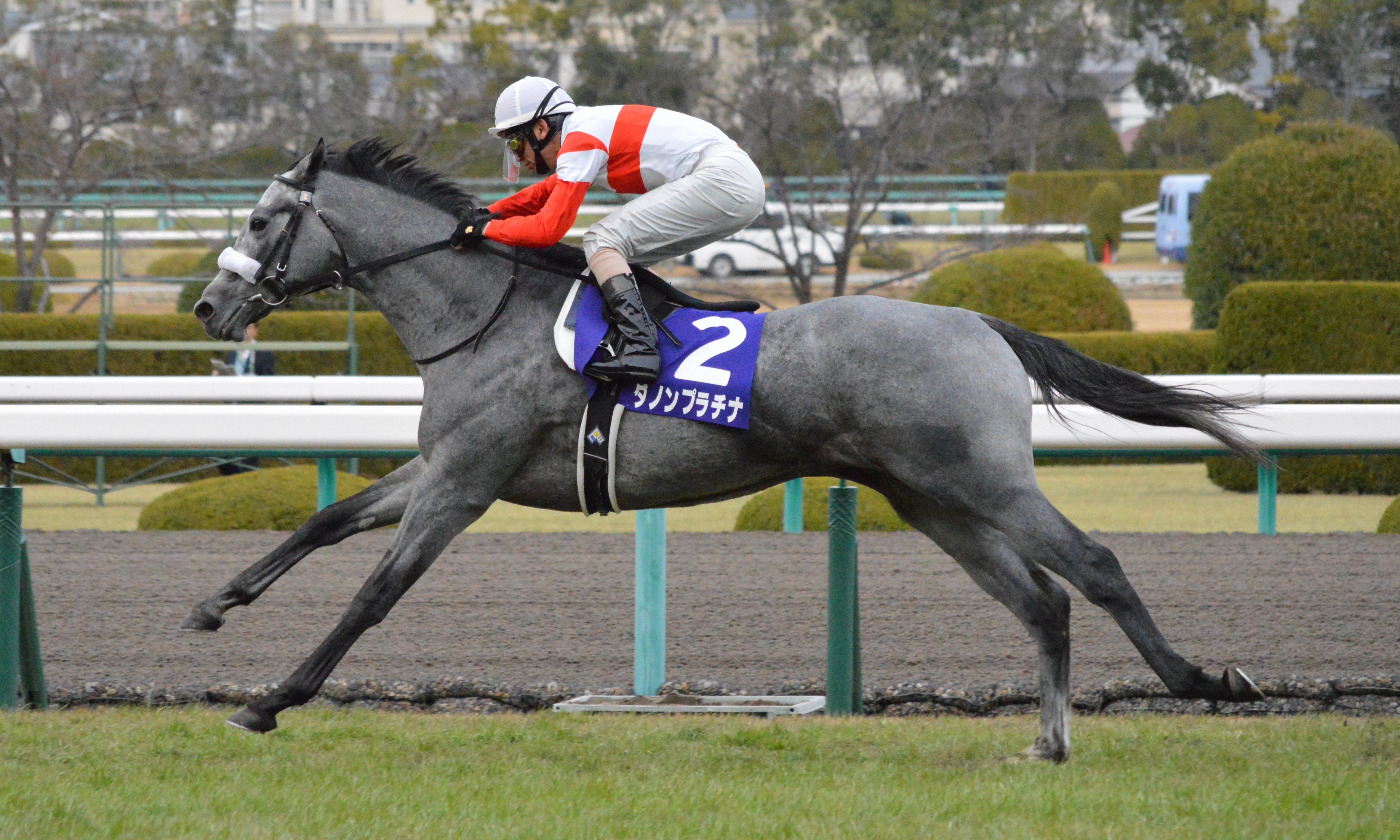
第66回優勝馬ダノンプラチナ
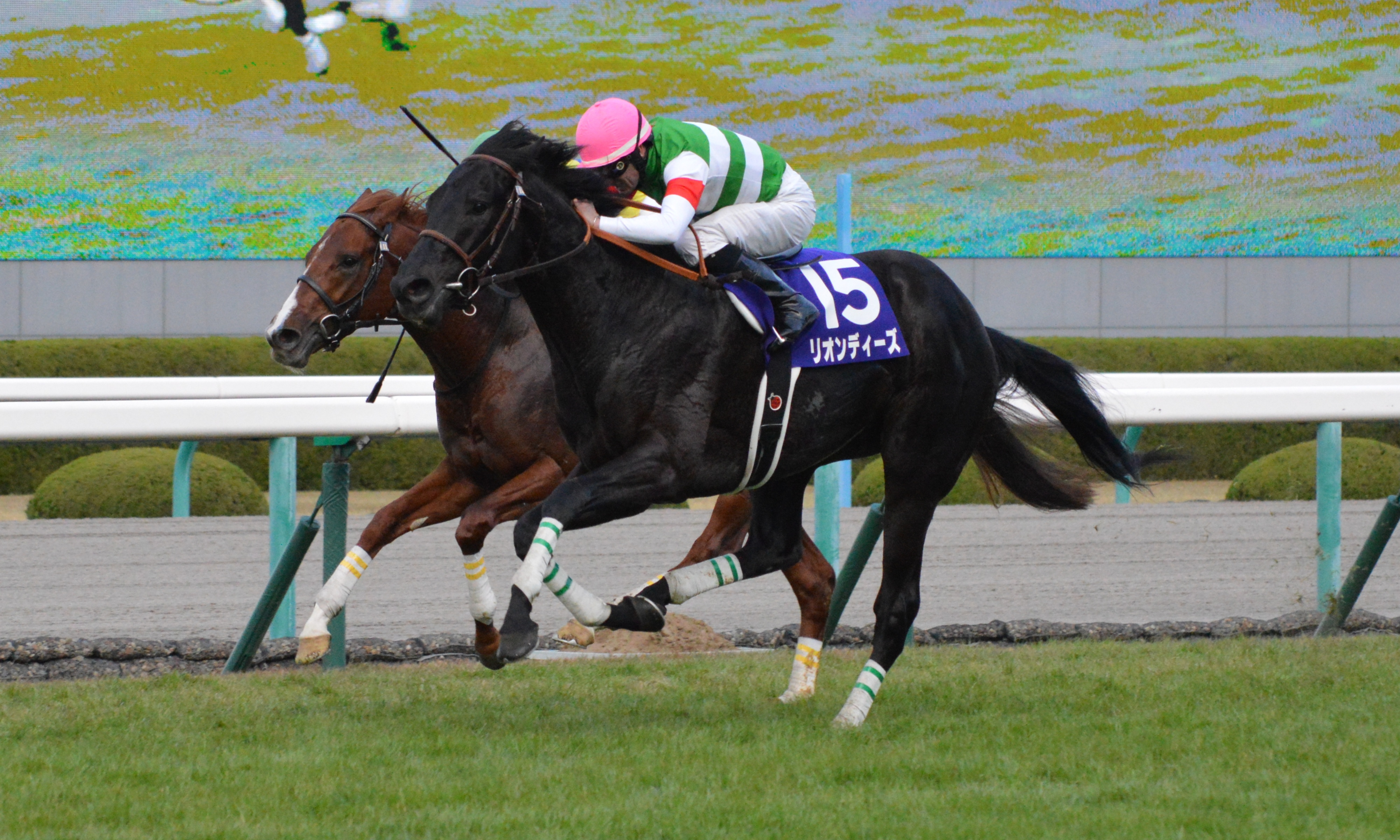
第67回優勝馬リオンディーズ
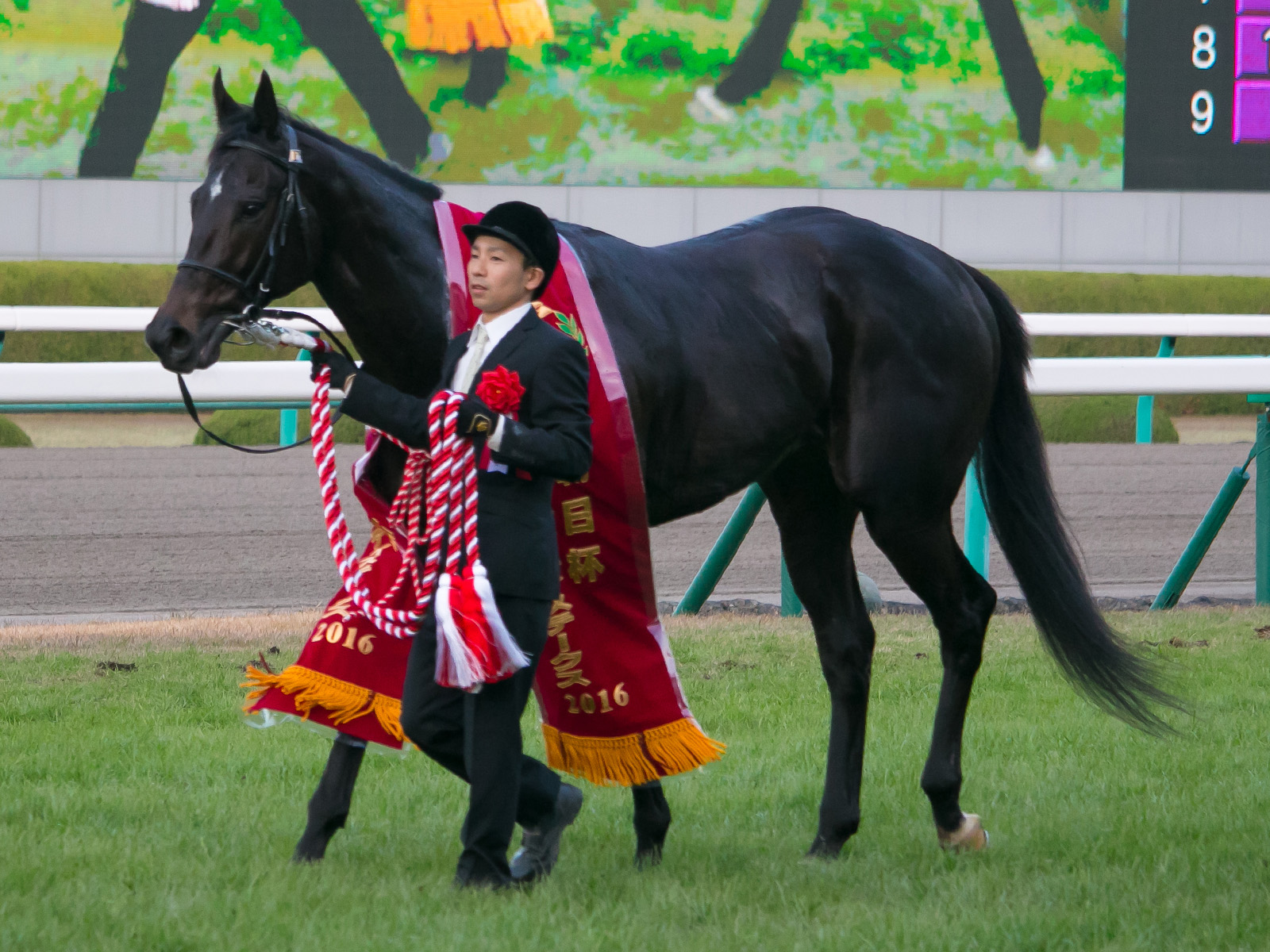
第68回優勝馬サトノアレス
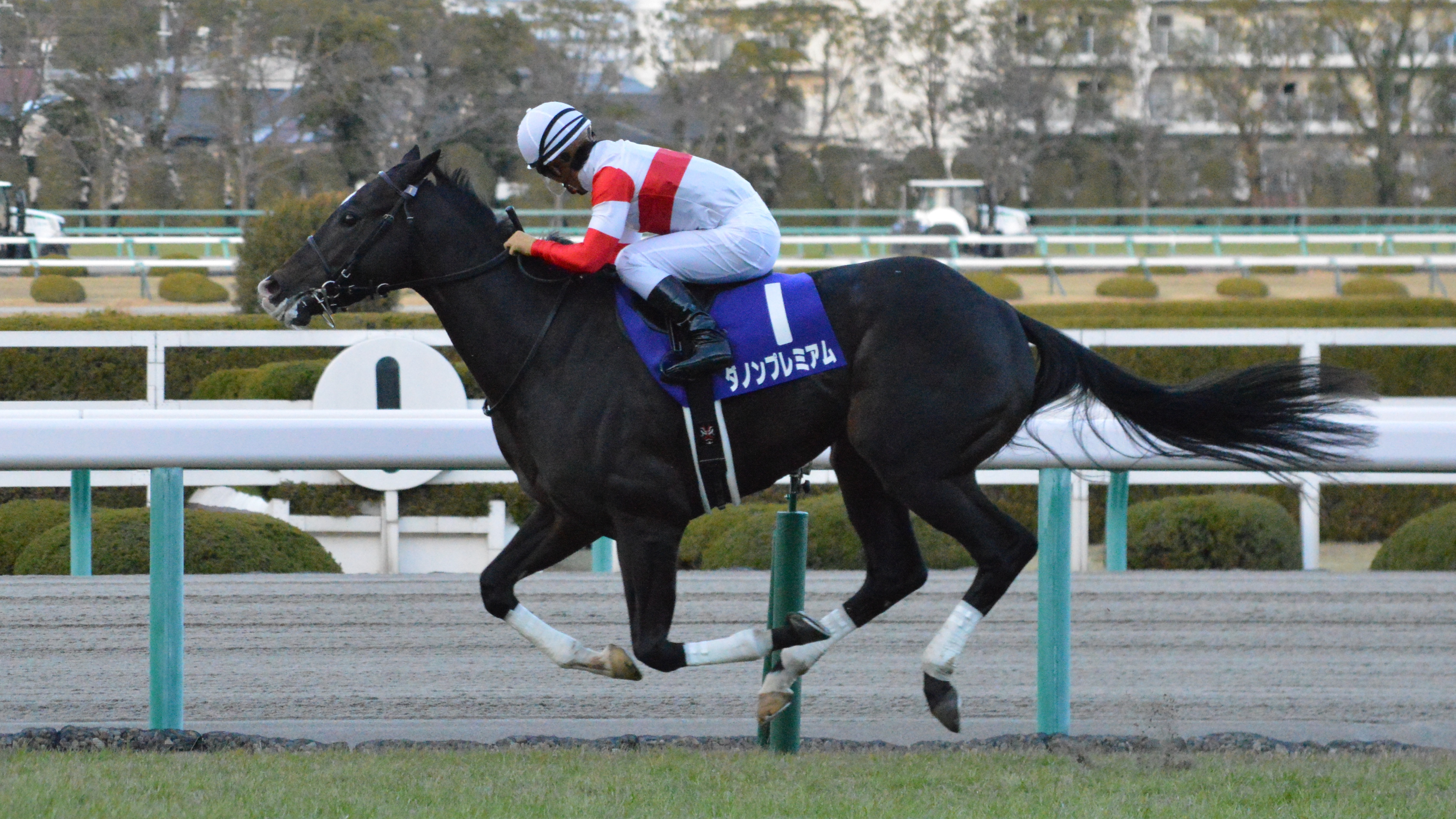
第69回優勝馬ダノンプレミアム
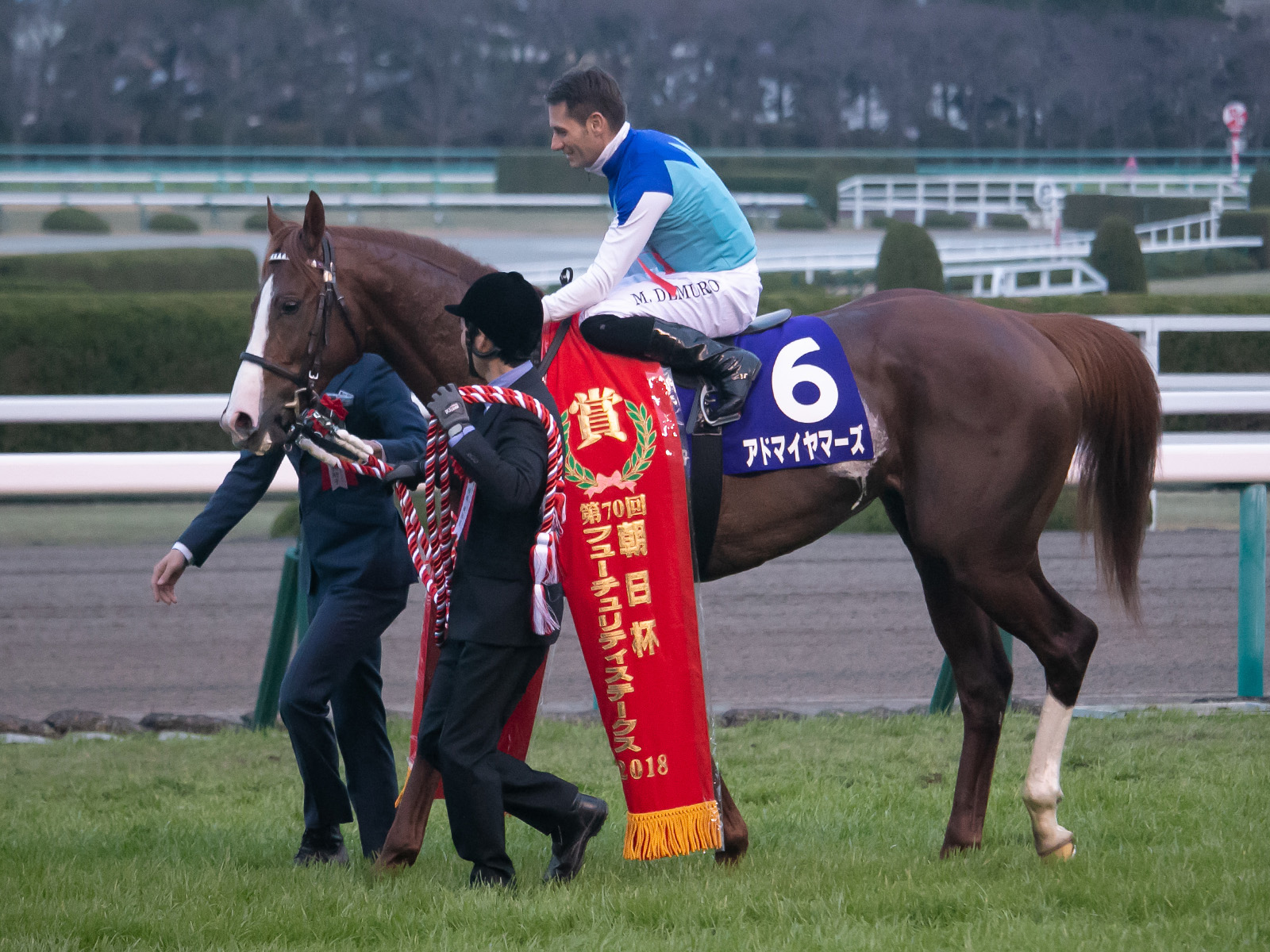
第70回優勝馬アドマイヤマーズ
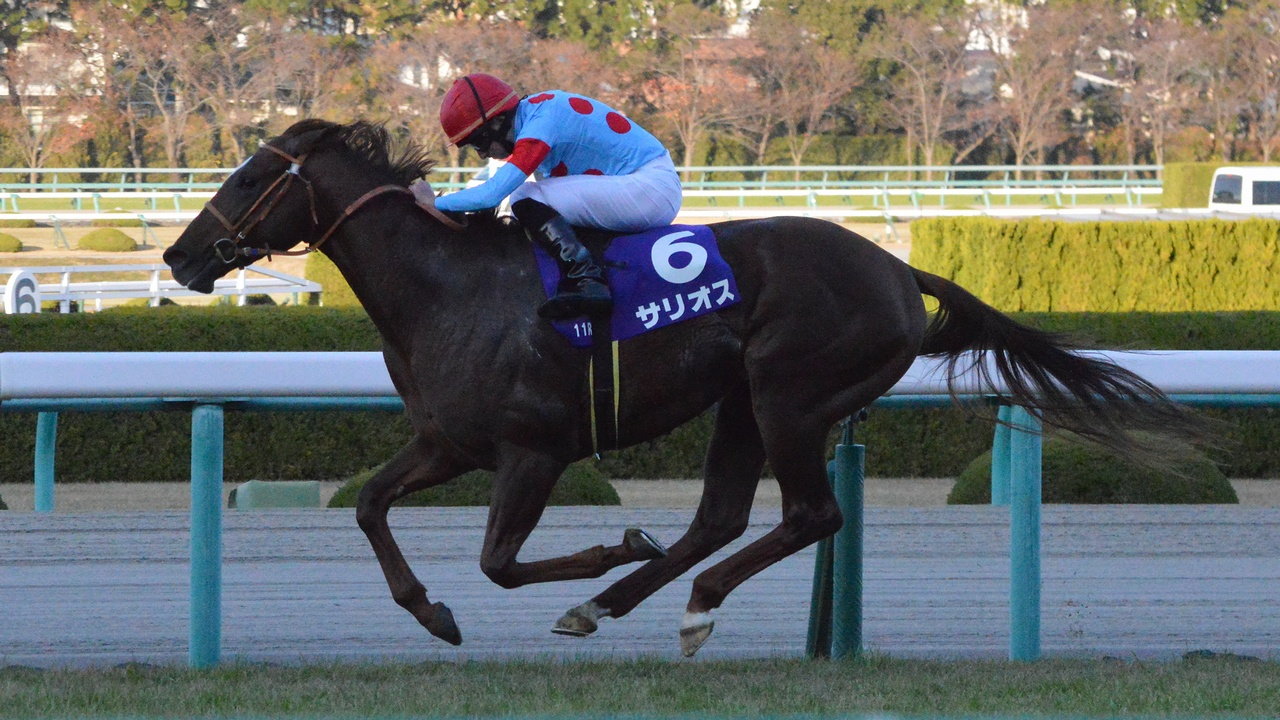
第71回優勝馬サリオス
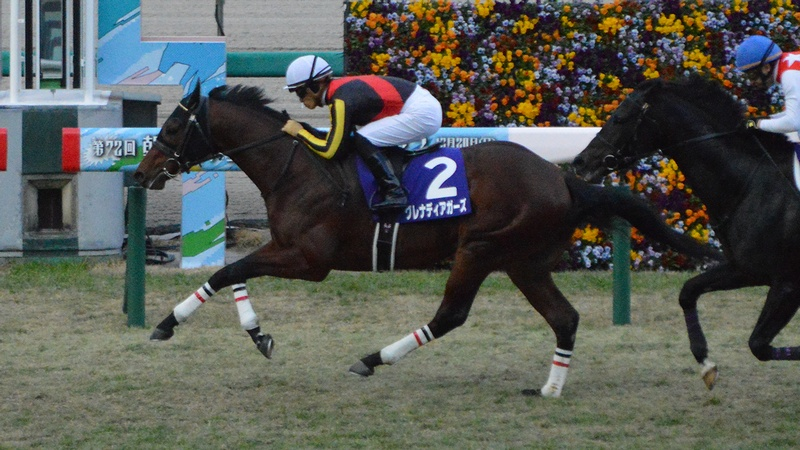
第72回優勝馬グレナディアガーズ
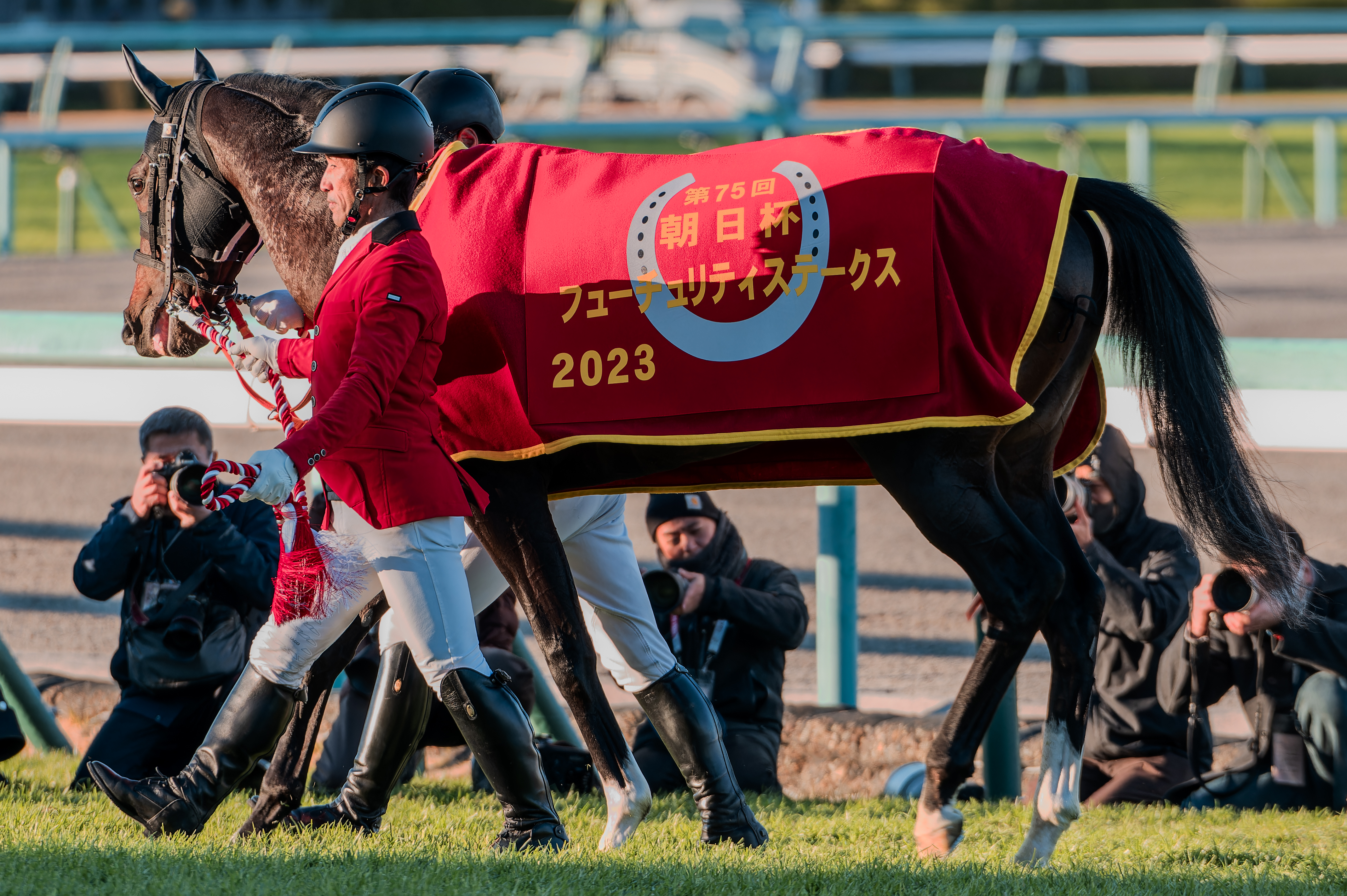
第75回優勝馬ジャンタルマンタル
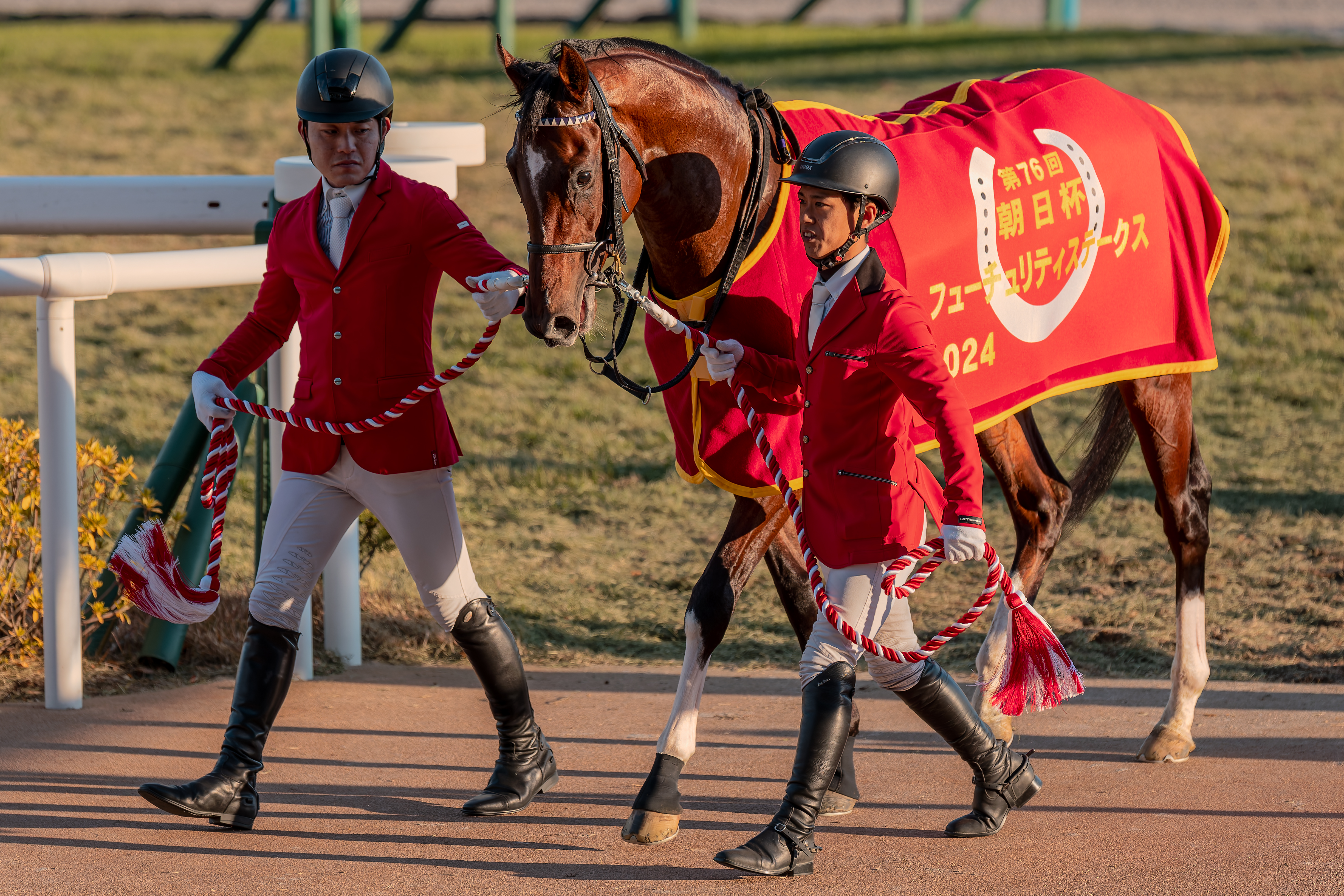
第76回優勝馬アドマイヤズーム

## 世界の主な2歳馬競走
イギリス
- ミドルパークステークス
- デューハーストステークス
- フューチュリティトロフィー

フランス
- モルニ賞
- ジャン・リュック・ラガルデール賞
- クリテリウム・アンテルナシオナル
- クリテリウムドサンクルー

アイルランド
- フェニックスステークス
- ナショナルステークス

アメリカ
- ブリーダーズカップ・ジュヴェナイル
- ブリーダーズカップ・ジュヴェナイルターフ

オーストラリア
- ゴールデンスリッパーステークス
- サイアーズプロデュースステークス
- シャンペンステークス